# Список птахів Майотти
Це перелік видів птахів, зафіксованих на території Майотти. Авіфауна Майотти налічує загалом 136 видів, з яких 4 види є ендемічними, а 15 були інтродуковані людьми.

## Позначки
Наступні теги використані для виділення деяких категорій птахів.
- (А) Випадковий — вид, який рідко або випадково трапляється на Майотті
- (E) Ендемічий — вид, який є ендеміком Майотти
- (I) Інтродукований — вид, завезений до Майотті як наслідок, прямих чи непрямих людських дій
- (Ex) Локально вимерлий — вид, який більше не трапляється на Майотті, хоча його популяції існують в інших місцях

## Гусеподібні(Anseriformes)
Родина: Качкові (Anatidae)
- Свистач білоголовий, Dendrocygna viduata (A)
- Качка шишкодзьоба, Sarkidiornis melanotos (A)
- Качка мускусна, Cairina moschata (I)
- Чирянка велика, Spatula querquedula (A)

## Куроподібні(Galliformes)
Родина: Цесаркові (Numididae)
- Цесарка звичайна, Numida meleagris (Ex)

Родина: Фазанові (Phasianidae)
- Курка банківська, Campocolinus coqui (I)
- Перепілка звичайна, Coturnix coturnix (A)

## Фламінгоподібні(Phoenicopteriformes)
Родина: Фламінгові (Phoenicopteridae)
- Фламінго рожевий, Phoenicopterus roseus (A)
- Фламінго малий, Phoenicopterus minor (A)

## Пірникозоподібні(Podicipediformes)
Родина: Пірникозові (Podicipedidae)
- Пірникоза мала, Tachybaptus ruficollis

## Голубоподібні(Columbiformes)
Родина: Голубові (Columbidae)
- Голуб сизий, Columba livia (I)
- Columba polleni
- Streptopelia capicola (I)
- Горлиця мадагаскарська, Nesoenas picturatus (I)
- Горлиця білолоба, Turtur tympanistria (I)
- Alectroenas sganzini

## Зозулеподібні(Cuculiformes)
Родина: Зозулеві (Cuculidae)
- Зозуля мадагаскарська, Cuculus rochii (A)

## Серпокрильцеві(Apodiformes)
Родина: Серпокрильцеві (Apodidae)
- Голкохвіст мадагаскарський, Zoonavena grandidieri
- Серпокрилець білочеревий, Tachymarptis melba (A)
- Серпокрилець капський, Apus barbatus
- Серпокрилець коморський, Apus balstoni
- Серпокрилець мадагаскарський, Cypsiurus gracilis

## Журавлеподібні(Gruiformes)
Родина: Пастушкові (Rallidae)
- Курочка водяна, Gallinula chloropus
- Султанка африканська, Porphyrio alleni (A)
- Погонич-крихітка, Zapornia pusilla (A)

## Сивкоподібні(Charadriiformes)
Родина: Куликосорокові (Haematopodidae)
- Кулик-сорока євразійський, Haematopus ostralegus (A)

Родина: Сивкові (Charadriidae)
- Сивка морська, Pluvialis squatarola (A)
- Сивка бурокрила, Pluvialis fulva (A)
- Чайка мала, Vanellus lugubris (A)
- Пісочник монгольський, Charadrius mongolus (A)
- Пісочник товстодзьобий, Charadrius leschenaultii (A)
- Пісочник великий, Charadrius hiaticula (A)
- Пісочник білобровий, Charadrius tricollaris (A)
- Пісочник білолобий, Charadrius marginatus (A)

Родина: Баранцеві (Scolopacidae)
- Кульон середній, Numenius phaeopus
- Кульон великий, Numenius arquata (A)
- Грицик малий, Limosa lapponica (A)
- Крем'яшник звичайний, Arenaria interpres (A)
- Побережник червоногрудий, Calidris ferruginea (A)
- Побережник білий, Calidris alba (A)
- Побережник малий, Calidris minuta (A)
- Мородунка, Xenus cinereus (A)
- Набережник палеарктичний, Actitis hypoleucos
- Коловодник великий, Tringa nebularia (A)
- Коловодник ставковий, Tringa stagnatilis (A)
- Коловодник болотяний, Tringa glareola (A)

Родина: Крабоїдові (Dromadidae)
- Крабоїд, Dromas ardeola (A)

Родина: Дерихвостові (Glareolidae)
- Дерихвіст мадагаскарський, Glareola ocularis (A)

Родина: Поморникові (Stercorariidae)
- Поморник фолклендський, Stercorarius antarctica (A)
- Поморник середній, Stercorarius pomarinus (A)

Родина: Мартинові (Laridae)
- Мартин сіроголовий, Chroicocephalus cirrocephalus (A)
- Мартин чорнокрилий, Larus fuscus (A)
- Крячок бурий, Anous stolidus
- Крячок тонкодзьобий, Anous tenuirostris (A)
- Крячок білий, Gygis alba
- Крячок строкатий, Onychoprion fuscatus (A)
- Крячок бурокрилий, Onychoprion anaethetus (A)
- Крячок мекранський, Sternula saundersi
- Крячок каспійський, Hydroprogne caspia (A)
- Крячок білокрилий, Chlidonias leucopterus (A)
- Крячок рожевий, Sterna dougallii (A)
- Крячок індонезійський, Sterna sumatrana (A)
- Крячок річковий, Sterna hirundo (A)
- Крячок аравійський, Sterna repressa (A)
- Крячок жовтодзьобий, Thalasseus bergii (A)
- Крячок бенгальський, Thalasseus bengalensis (A)

## Фаетоноподібні(Phaethontiformes)
Родина: Фаетонові (Phaethontidae)
- Фаетон білохвостий, Phaethon lepturus
- Фаетон червонохвостий, Phaethon rubricauda (A)

## Буревісникоподібні(Procellariiformes)
Родина: Океанникові (Oceanitidae)
- Океанник Вільсона, Oceanites oceanicus (A)

Родина: Качуркові (Hydrobatidae)
- Качурка Матсудайра, Hydrobates matsudairae (A)

Родина: Буревісникові (Procellariidae)
- Тайфунник тринідадський, Pterodroma arminjoniana (A)
- Бульверія тонкодзьоба, Bulweria bulwerii (A)
- Бульверія товстодзьоба, Bulweria fallax (A)
- Буревісник клинохвостий, Ardenna pacifica (A)
- Буревісник реюньйонський, Puffinus bailloni
- Буревісник каріамуріанський, Puffinus persicus (A)

## Сулоподібні(Suliformes)
Родина: Фрегатові (Fregatidae)
- Фрегат-арієль, Fregata ariel (A)
- Фрегат тихоокеанський, Fregata minor (A)

Родина: Сулові (Sulidae)
- Сула жовтодзьоба, Sula dactylatra
- Сула білочерева, Sula leucogaster (A)
- Сула червононога, Sula sula

Родина: Змієшийкові (Phalacrocoracidae)
- Баклан африканський, Microcarbo africanus (A)

## Пеліканоподібні(Pelecaniformes)
Родина: Чаплеві (Ardeidae)
- Чапля сіра, Ardea cinerea
- Чапля чорноголова, Ardea melanocephala (A)
- Чапля мадагаскарська, Ardea humbloti (A)
- Чапля руда, Ardea purpurea (A)
- Чепура велика, Ardea alba
- Чапля єгипетська, Bubulcus ibis
- Чапля жовта, Ardeola ralloides (A)
- Чапля синьодзьоба, Ardeola idae
- Чапля мангрова, Butorides striata
- Квак звичайний, Nycticorax nycticorax

Родина: Ібісові (Threskiornithidae)
- Ібіс священний, Threskiornis aethiopicus
- Ібіс мадагаскарський, Threskiornis bernieri (A)

## Яструбоподібні(Accipitriformes)
Родина: Скопові (Pandionidae)
- Скопа, Pandion haliaetus (A)

Родина: Яструбові (Accipitridae)
- Circus macrosceles (A)
- Яструб коморський, Accipiter francesiae
- Шуліка чорний, Milvus migrans

## Совоподібні(Strigiformes)
Родина: Сипухові (Tytonidae)
- Сипуха крапчаста, Tyto alba

Родина: Совові (Strigidae)
- Сплюшка майотська, Otus mayottensis (E)

## Сиворакшоподібні(Coraciiformes)
Родина: Кіромбові (Leptosomidae)
- Кіромбо, Leptosomus discolor

Родина: Рибалочкові (Alcedinidae)
- Рибалочка малагасійський, Corythornis vintsioides

Родина: Бджолоїдкові (Meropidae)
- Бджолоїдка зелена, Merops persicus
- Бджолоїдка оливкова, Merops superciliosus

Родина: Сиворакшові (Coraciidae)
- Сиворакша євразійська, Coracias garrulus (A)
- Широкорот африканський, Eurystomus glaucurus (A)

## Соколоподібні(Falconiformes)
Родина: Соколові (Falconidae)
- Боривітер степовий, Falco naumanni (A)
- Кібчик амурський, Falco amurensis (A)
- Підсоколик Елеонори, Falco eleonorae (A)
- Підсоколик сірий, Falco concolor (A)
- Сапсан, Falco peregrinus

## Папугоподібні(Psittaciformes)
Родина: Psittaculidae
- Папуга Крамера, Psittacula krameri (Ex)
- Нерозлучник сизий, Agapornis canus (I)
- Нерозлучник гвінейський, Agapornis pullarius (I)

## Горобцеподібні(Passeriformes)
Родина: Вивільгові (Oriolidae)
- Вивільга звичайна, Oriolus oriolus (A)

Родина: Дронгові (Dicruridae)
- Дронго майотський, Dicrurus waldenii (E)

Родина: Монархові (Monarchidae)
- Монарх-довгохвіст мадагаскарський, Terpsiphone mutata

Родина: Воронові (Corvidae)
- Крук строкатий, Corvus albus (I)

Родина: Ластівкові (Hirundinidae)
- Мурівка світла, Phedina borbonica (A)
- Ластівка сільська, Hirundo rustica (A)

Родина: Бюльбюлеві (Pycnonotidae)
- Бюльбюль червоногузий, Pycnonotus jocosus (I)
- Горована мадагаскарська, Hypsipetes madagascariensis

Родина: Окулярникові (Zosteropidae)
- Окулярник мадагаскарський, Zosterops maderaspatanus
- Окулярник майотійський, Zosterops mayottensis (E)

Родина: Шпакові (Sturnidae)
- Майна індійська, Acridotheres tristis (I)

Родина: Мухоловкові (Muscicapidae)
- Мухоловка сіра, Muscicapa striata (A)
- Кам'янка звичайна, Oenanthe oenanthe (A)

Родина: Нектаркові (Nectariniidae)
- Маріка майотова, Cinnyris coquerellii (E)

Родина: Ткачикові (Ploceidae)
- Фуді червоний, Foudia madagascariensis (I)
- Фуді коморський, Foudia eminentissima

Родина: Астрильдові (Estrildidae)
- Сріблодзьоб чорноволий, Spermestes cucullata (I)
- Рисівка яванська, Padda oryzivora (Ex)
- Бенгалик червоний, Amandava amandava (I)

Родина: Вдовичкові (Viduidae)
- Вдовичка білочерева, Vidua macroura (Ex)

Родина: Горобцеві (Passeridae)
- Горобець хатній, Passer domesticus (I)